# John Sesay
John Peter Sesay (* 8. Mai 2003 in Freetown) ist ein deutsch-sierra-leonischer Fußballspieler, der aktuell beim österreichischen Drittligisten SK Bischofshofen unter Vertrag steht.

## Karriere

### Beginn in Darmstadt
Sein erster bekannter Verein in Deutschland war bis 2017 der SV Niederursel. Im Sommer 2018 wechselte Sesay dann aus dem Nachwuchs von Rot-Weiss Frankfurt in die Jugendabteilung des SV Darmstadt 98. In der Saison 2019/20 debütierte er bei der 2:4-Heimniederlage gegen die U17-Mannschaft von Eintracht Frankfurt in der B-Junioren-Bundesliga. In dem Spiel schoss er das 2:3 und war beim ersten Tor der Lilien mit einer Vorlage beteiligt. Am Ende der Saison stand er in der U17-Bundesliga in 19 Spielen auf dem Platz und konnte zwei Tore erzielen. Ab der Saison 2020/21 wurde er Teil der U19-Mannschaft, die in der A-Junioren-Bundesliga spielt. Nachdem die Junioren-Liga aufgrund der COVID-19-Pandemie pausiert wurde, saß er am 26. Februar 2021 erstmals bei einem Spiel der ersten Mannschaft auf der Bank. Im Juni 2021 unterschrieb er seinen ersten Profivertrag bei den Lilien mit einer Laufzeit bis 2024. Während der Saisonvorbereitung nahm er am Trainingslager der ersten Mannschaft teil. Vor dem 1. Spieltag der Saison 2021/22 infizierten sich drei Spieler der Darmstädter mit dem Corona-Virus und weitere Spieler mussten in Quarantäne, weshalb der Kader am ersten Spieltag mit mehreren U-19-Spielern besetzt wurde. Deshalb gab er am 24. Juli 2021 sein Profidebüt, als er von Trainer Torsten Lieberknecht im Heimspiel gegen den SSV Jahn Regensburg (0:2) nach 70 Minuten für Erich Berko eingewechselt wurde. In der Spielzeit wurde er insgesamt dreimal bei den Profis eingesetzt und erreichte mit diesen in der zweiten Liga den vierten Platz. Zudem kam er auf 14 Spiele (sieben Tore) in der A-Junioren-Bundesliga.

### Diverse Leihen
Zu Beginn der Saison 2022/23 wurde er an den Regionalligisten FC Rot-Weiß Koblenz verliehen. Am 6. August 2022 debütierte er bei der 1:3-Heimniederlage gegen den FC 08 Homburg, als er in der 66. Spielminute für Christian Stark eingewechselt wurde. Nach langer Verletzung kam er erst am 4. März 2023 auf seinen zweiten Einsatz. Beim Spiel gegen den FC-Astoria Walldorf wurde er in der 80. Spielminute für Marius Köhl eingewechselt und konnte in der Nachspielzeit zum 1:1-Endstand ausgleichen. Am Ende der Spielzeit gewann er außerdem noch den Rheinlandpokal durch einen 1:0-Finalsieg über den TuS Immendorf. Im Juli 2023 wurde Sesay für die Saison 2023/24 an den luxemburgischen Erstligisten Union Titus Petingen verliehen und kam dort auf 11 Erstligaspiele sowie eine Pokalpartie.

### Wechsel nach Österreich
Am 1. Juli 2024 gab dann der österreichischen Regionalligist SK Bischofshofen die Verpflichtung Sesays zur neuen Spielzeit bekannt.

## Erfolge
- Rheinlandpokal: 2023